# Lyss
Lyss je město ve Švýcarsku v kantonu Bern. Od roku 2011 k němu je připojena dříve samostatná obec Busswil bei Büren. Nejstarší zmínka o městě pod jménem "Lissa" pochází z roku 1009. Rozloha města činí 11,78 km², z čehož zaujímá 30,2% zemědělská půda, 33,8% lesy, 35,6% budovy a silnice a 0,4% řeky a jezera.